# Abílio Garcia de Carvalho
Abílio Garcia de Carvalho (Santiago de Mouquim, 18 de Julho de 1890 – Póvoa de Varzim, 31 de Janeiro de 1941), médico e político português, ligado ao conservadorismo católico nacionalista e salazarista, que foi presidente da Câmara Municipal da Póvoa de Varzim e governador-civil do Distrito Autónomo de Angra do Heroísmo. Esteve ligado ao misticismo da Beata Alexandrina Maria da Costa de Balazar e ao culto católico que se desenvolveu em seu torno.

## Biografia
Abílio Garcia de Carvalho nasceu em Mouquim, concelho de Vila Nova de Famalicão, a 18 de Julho de 1890, filho de José Gomes da Costa Carvalho e de Carolina Arminda Pereira Garcia.
Quando tinha oito anos de idade a família mudou-se para a freguesia de São Julião de Calendário, do mesmo concelho, onde seu pai fundara a fábrica de relógios A Boa Reguladora.
Iniciou os seus estudos no seminário de Guimarães, cedo se revelando um católico fervoroso e devoto, integrando a Congregação dos Filhos de Maria, movimento a que permaneceria ligado durante toda a vida.
Em 1908 deixou o seminário, matriculando-se no Liceu de Braga, frequentando no ano imediato o Liceu D. Manuel II, do Porto, aparecendo por esta altura já conotado com os movimentos católicos e nacionalistas, sendo um dos membros fundadores do Centro Académico da Democracia Cristã do Porto, de cuja direcção fez parte na qualidade de secretário. Por esta altura estabeleceu ligações com António de Oliveira Salazar que também militava naquele movimento.
Terminados os preparatórios de Medicina na cidade do Porto, em 1912 ingressou na Faculdade de Medicina da Universidade de Lisboa, mas regressou ao Porto no fim do primeiro semestre, passando a frequentar a Escola Médica daquela cidade, que frequentou até 1913, ali concluindo o 4.º ano de Medicina.
Durante este período afirmou-se como militante estudantil da direita católica, atravessando os primeiros anos atribulados da I República, e das políticas anticlericais então desenvolvidas, em oposição ao Governo.
Em 1914 transferiu-se novamente para a Faculdade de Medicina de Lisboa, aí se formando em 1916, seguindo na ano imediato para França como oficial médico do Corpo Expedicionário Português enviado para a frente ocidental da Grande Guerra. Pouco tempo depois regressou a Portugal, alegadamente por motivos de saúde.
Casou em 1917 com Maria Amélia Leite da Cunha, de Arco de Baúlhe, exercendo a sua profissão naquela povoação durante algum tempo, transferindo-se depois para a Póvoa de Varzim, onde se fixou.
Face à epidemia de peste pneumónica, foi mobilizado em 1918 para Barcelos, cidade onde permaneceu cerca de um ano, colaborando no combate àquela doença, actividade que lhe deu notoriedade local, a ponto dos jornais da época o referirem amiúde.
Em 1919 regressa à Póvoa de Varzim, abrindo consultório e assumindo as funções de médico escolar, actividade que manteria o resto da sua vida profissional.
Na Póvoa, para além da sua carreira de médico, na qual granjeou larga clientela, revelou-se empenhado no campo social e católico, participando, entre outras iniciativas, na fundação do núcleo de Escutismo local e na expansão dos movimentos juvenis de inspiração católica. O seu trabalho em prol do escutismo, mereceu-lhe ser agraciado, pelo Comissário Nacional, com a Cruz de agradecimento e bons serviços, de ouro, e ser nomeado Comissário Geral Marítimo.
Fervoroso católico, participou em diversos congressos e encontros e publicou diversos artigos advogando uma vertente religiosa e ética da ciência médica. A 3 de Julho de 1925 apresentou ao Congresso Eucarístico da Póvoa de Varzim, uma tese intitulada A Eucaristia e a Medicina, a qual foi bem-aceite pelos meios católicos mais conservadores.
Em 1926, no Congresso Mariano de Braga, apresenta o trabalho Maria e a Medicina e em 1927, comunicações ao Congresso Nacional do Apostolado da Oração e ao Congresso Litúrgico Nacional, intituladas A Oração e a Medicina e a A Extrema Unção e a Medicina.
Por sua proposta, feita ao Congresso Litúrgico Nacional, foi criado o Secretariado Nacional do Apostolado dos Doentes, que teve grande adesão em todo o país.
Como médico escolar do Liceu de Eça de Queirós, realizou em 1934 um estudo intitulado Desvios Morais dos Alunos sob o ponto de vista genital, o qual publicou como separata da revista Acção Médica.
Mantendo-se no campo do integralismo católico, sendo fervoroso apoiante do salazarismo e do Estado Novo, realizou um ciclo de conferências, um pouco por todo o país, intitulado O Aspecto Social e Cristão da hora presente.
Quando surgiu o fenómeno de culto popular em torno da jovem Alexandrina Maria da Costa, a santinha de Balazar, Abílio Garcia de Carvalho foi um dos médicos que a estudou e que colaborou na consolidação da sua fama como milagre da medicina.
Em 1936 foi nomeado presidente da Câmara Municipal da Póvoa do Varzim, tendo, neaquelas funções, contribuído para a fundação da Cozinha Económica da Póvoa, do Lactário de São Tarcísio e do Patronato-Oficina de S. José, instituições englobadas na Casa Poveira de Acção Social.
Sobre a sua acção como presidente da Câmara Municipal, um jornal da época (obviamente censurado e alinhado pelo regime político), disse: 
A sua acção como administrador dos negócios municipais foi fecunda e progressiva. Desenvolveu o turismo, a grande fonte de vida e receita da Póvoa, promovendo visitas dos municípios vizinhos, que se realizaram com enorme afluência e entusiasmo, como referimos. Administrou com inteligência e com largueza de vistas a fazenda municipal, promovendo muitos e notáveis melhoramentos na sede do concelho e das freguesias. Em todos os sectores da actividade municipal foi notável o seu trabalho, mas a obra que mais o impõe à gratidão dos poveiros é, sem dúvida, o abastecimento de água à vila. Foi este o seu maior serviço àquela linda terra, que tantos outros lhe deve.
Em 1940, quando a II Guerra Mundial catapultou os Açores para a ribalta das preocupações geopolíticas do salazarismo e foi preciso aumentar o controlo político sobre os distritos insulares, foi nomeado Governador Civil do Distrito Autónomo de Angra do Heroísmo. Adoecendo com um cancro, não chegou a desenvolver acção de relevo neste cargo. Faleceu a 31 de Janeiro de 1941.
A sua acção no campo católico mereceram-lhe a distinção de Comendador-Cavaleiro da Ordem de São Gregório Magno.
Foi autor das seguintes obras: Eucaristia e a Medicina, Maria e a Medicina, A Oração e a Medicina, A Extrema-Unção e a Medicina, S. José e os Trabalhadores, Imaculada Conceição, Política do Estado Novo na Póvoa do Varzim e Desvios Morais dos Alunos sob o ponto de vista genital.